# کوخانوویتسه
کوخانوویتسه (به لهستانی:  Kochanowice) یک روستا در لهستان است که در گمینا کوخانوویتسه واقع شده‌است.
 کوخانوویتسه  ۱٬۹۴۴ نفر جمعیت دارد.